# Eisenhüttenstadt
Eisenhüttenstadt (oprindeligt Stalinstadt) er en by i landkreis Oder-Spree i den tyske delstat Brandenburg. Eisenhüttenstadt ligger ved floden Oder og har en befolkning på 34.483 indbyggere (juni 2006).
Oder-Spree kanalen løber sammen med Oder i byen. Eisenhüttenstadt ligger 25 km syd for Frankfurt (Oder), 25 km nord for Guben og 110 km øst for Berlin.

## Historie
I forbindelse med oprettelsen af et nyt stålværk blev byen grundlagt som planlagt by i 1950. I 1953 blev byen navngivet Stalinstadt.
13. november 1961 blev Stalinstadt sammenlagt med nabobyen Fürstenberg og den samlede by fik sit nuværende navn 'Eisenhüttenstadt'.
I 1993 blev desuden kommunen Diehlo indlemmet som bydel i Eisenhüttenstadt.
Eisenhüttenstadt blev et prestigeprojekt for den østtyske regering, idet man havde en tanke om at byudvikle byen efter socialistiske ideer og udtryk. Dels var der en del tungindustri i byen, hvilket skabte en stærk arbejderånd med mange arbejdere, og dels var byen i konstant vækst i forhold til indbyggertallet i DDR peroden, hvilket gav mulighed for at bygge og udvide byen med nye bydele og bygninger. Derfor har byen en umiskendeligt socialistisk udtryk i dens byplan og arkitektur. 
Den socialistiske mønsterby er imidlertid i forfald, og den stolte identitet fra DDR tiden er afløst af mistrøstighed og kamp for overlevelse. Således er inbyggertallet mere end halveret siden DDRs opløsning. 

## Demografi
Siden grundlæggelsen af Eisenhüttenstad i 1950 er befolkningstallet steget fra 2.400 i 1953 til 38.138 i 1965 og til det historiske højdepunkt på 53.048 i 1988. Siden genforeningen i 1990 er indbyggertallet for Eisenhüttenstadt faldet kontinuerligt til 34.483 i 2006.

## Øgenavne
Eisenhüttenstadt kaldes også Hütte eller Hüttenstadt af de lokale, men den bliver også spøgefuldt kaldt Schrottgorod, en sammentrækning af det tyske ord Schrott for skrotmetal og det russiske ord gorod for by.